# Polizeiruf 110: Sumpfgebiete
Sumpfgebiete ist ein Fernsehfilm aus der ARD-Krimireihe Polizeiruf 110. Der Film wurde im Auftrag des Bayerischen Rundfunks produziert und am Sonntag, den 27. November 2016 erstmals im Ersten ausgestrahlt. Es ist der zwölfte Fall des Münchner Polizeiruf-Ermittlers Hanns von Meuffels.

## Handlung
Julia Wendt wurde vor fünf Jahren wegen eines Brandanschlags auf ihren Ehemann in die geschlossene Psychiatrie eingewiesen. Nun wird sie entlassen, in vier Wochen soll das Wiederaufnahmeverfahren ihres Falles beginnen. Da sie sich überwacht und bedroht fühlt, sucht sie Hilfe bei Kriminalhauptkommissar Hanns von Meuffels, der sie damals verhaftet hatte. Als sie vor seinen Augen überfahren wird und in seinen Armen stirbt, untersucht von Meuffels den Fall. Eine Liste von Schwarzgeld-Transfers, die Wendt der Steuerfahndung übergeben hatte, wurde nicht bearbeitet, sie sei später im Archiv verbrannt. Von Meuffels sucht nach dieser Liste. Dabei wird er vom LKA beobachtet und verfolgt, zwei Schläger schlagen ihn in Anwesenheit eines LKA-Kommissars zusammen. Von Meuffels randaliert in seinem Büro und lässt sich in die geschlossene Psychiatrie einweisen. Dort findet er eine CD, die wohl die Liste enthält. Er entkommt aus der Psychiatrie. Im Olympiastadion will er die CD Beck, seinem Chef, übergeben. Da schlägt ihn der LKA-Kommissar nieder und zerstört die CD. Von Meuffels hat nun keine Beweise gegen die Clique einflussreicher Steuerhinterzieher – ein weiterer Kampf scheint aussichtslos.

## Hintergrund
Die Dreharbeiten fanden vom 8. März 2016 bis zum 11. April 2016 statt.

## Rezeption

### Kritiken
„Verrückt, aufwühlend, labyrinthisch – das sind Versprechungen, die dieser Krimi nicht einlöst. Regisseurin Hermine Huntgeburth hatte mit Matthias Brandt zuvor die überraschende, an die Person Frank Schirrmachers angelehnte Intellektuellen-Schweinerei Männertreu gedreht, hier lässt sie den Schauspieler durch einen Paranoia-Parcours galoppieren, bei dem die Hindernisse zur Lösung des Falles reichlich vorhersehbar hingestellt sind. Von Meuffels schenkt sich im Verlauf dieses in jeder Hinsicht frustrierenden Falles einen Wein nach dem anderen ein, aber der Rausch bleibt aus.“

„'Sumpfgebiete' von Hermine Huntgeburth […] findet schöne, trübe Bilder für die Einsamkeit des wunderbaren Kommissars Hanns von Meuffels […], der in einem München ermittelt, das nicht auf warm und heimelig gestrickt ist. Sogar das Olympiastadion kann ein eiskalter Ort sein, der Tennisklub, der Dönerladen. […] In dieser Episode allerdings gerät die Auflösung, jedenfalls für Münchner Polizeiruf-Verhältnisse, ziemlich plump, die subtile Kraft geht dem Film aus.“

### Einschaltquoten
Die Erstausstrahlung von Sumpfgebiete am 27. November 2016 wurde in Deutschland von 7,89 Millionen Zuschauern gesehen und erreichte einen Marktanteil von 21,4 % für Das Erste.